# (22274) 1981 RN
1981 أر أن (ويعرف أيضًا باسم (22274) 1981 أر أن وفق تسمية الكوكب الصغير) (بالإنجليزية: 1981 RN)‏ هو كويكب ضمن حزام الكويكبات؛ وترتيبه 22274 من حيث الاكتشاف.
اكتُشف هذا الجُرم الفلكي بواسطة Antonín Mrkos ‏ في 7 سبتمبر 1981.

## وصلات خارجية
- (22274) 1981 RN في قاعدة بيانات مختبر الدفع النفاث لأجرام النظام الشمسي الصغيرة

- الاكتشاف · مخطط المدار ·  العناصر المدارية · المعلمات المادية

- (22274) 1981 RN على موقع ويكي سكاي: DSS2, SDSS, GALEX, IRAS, Hydrogen α, X-Ray, Astrophoto, Sky Map, Articles and images